# Tranvía de Antofagasta
El Tranvía de Antofagasta es un proyecto de transporte ideado para Antofagasta, capital de la provincia y de la región homónima (Chile). Actualmente el proyecto se encuentra postergado hasta el año 2023.

## Antecedentes
Las primeras intenciones de construir un metro para Antofagasta datan del año 2002, cuando en ese entonces, el presidente Ricardo Lagos propuso un posible uso del ferrocarril como tranvía ligero y medio de transporte urbano, lo que implicaría un tremendo cambio en Antofagasta.

### Proyecto de 2009
La idea surge de un grupo de arquitectos de la Universidad Católica del Norte, que elaboró un proyecto de Tren Urbano de Superficie, que cruzará la ciudad de norte a sur, aprovechando los 33 kilómetros de la franja que ocupa el Ferrocarril de Antofagasta a Bolivia. Las obras implicarían una inversión de US$ 62 millones y consideraban 14 estaciones, el cual plantea la realización de dos líneas de metro que conecten los extremos norte y sur con el centro de Antofagasta, como una estrategia de solución a congestión en horas puntas.
El proyecto original consistía en la construcción de 2 líneas en superficie, contando con 14 estaciones. Este permitiría unir el sector norte y sur con el centro de Antofagasta.
La alcaldesa de la época, Marcela Hernando, mostró su interés por el proyecto. Para la edil el proyecto "es factible y hemos sostenido conversaciones con el ferrocarril, cuyos ejecutivos también están interesados. La rentabilidad social es más importante que la económica, porque no queremos una línea de tren que divida la ciudad en dos realidades, económica y social".
Uno de los gestores, Ulises Gómez, explica que será una segunda vía estructurante, que cruce la ciudad de norte a sur, sumándose a la Costanera, que recibe gran parte del flujo de los 65 mil vehículos que conforman actualmente el parque vehicular, con casi 4 mil máquinas de la locomoción colectiva.
"Es una antigua aspiración de los antofagastinos. Permitirá mejorar la calidad de vida al reducir a casi la mitad el tiempo de desplazamiento en locomoción colectiva, que se puede extender en una hora o más. También será un eje que ordenará el transporte; una columna vertebral que atravesará la ciudad", indicó.
Gómez dijo que "el proyecto está dividido en cuatro etapas, y para implementarlo se requiere cambiar el plano regulador, lo que afectará terrenos privados, además de los utilizados por el ferrocarril gracias a una servidumbre perpetua por el traslado de carga al puerto y otros adyacentes de Bienes Nacionales".
El plan recibió un reconocimiento del programa de la Organización de las Naciones Unidas para el desarrollo de ciudades.

#### Línea 1
La línea 1 propuesta constaba de 12 estaciones, contemplaba unir el sector norte desde Oasis con el sector sur en Imilca, pasando por La Chimba, Club Hípico, Mantos Blancos, Pisagua (EIM), Patio Ferrocarril, Valdivia, Cementerio, Estadio Regional y Parque Inglés. El trazado se encuentra proyectado (de norte a sur) utilizando la faja de vías del Ferrocarril de Antofagasta a Bolivia, e incluye Av. Héroes de La Concepción, Av. Loa, Av. Andrés Sabella Gálvez, Av. Antofagasta y Av. Argentina.
Esta línea permitirá conectar las zonas norte y sur, atravesando la ciudad de extremo a extremo.

#### Línea 2
La línea 2 propuesta constaba de 4 estaciones, uniendo Pisagua y Puerto Nuevo, pasando por Patio Ferrocarril y Plaza Colón. El trazado se encuentra proyectado (desde talleres al puerto) por Av. Iquique, Av. José Manuel Balmaceda y Av. Grecia. Esta línea permitirá conectar la zona centro de la ciudad con el puerto y la Costanera.
Se proyectó una estación de combinación entre las líneas 1 y 2, en la Estación Pisagua.

#### Remodelación e inversión
Se construirían adicionalmente muros de contención, parques y jardines en zonas del trazado de la vía la cual pasará a metros del hipódromo, estadios, hospital, consultorios, supermercados, poblaciones, condominios, colegios, universidades y el puerto.
La inversión en infraestructura ascendería a $28 mil millones (78% del total) y en material rodante a $8 mil millones (22%).[cita requerida]

#### Estaciones
| Línea 1 De norte a sur | Línea 2 De centro a puerto |
| - Estación Oasis (Av. Héroes De La Concepción con Amatista) - Estación La Chimba (Av. Héroes De La Concepción con Abracita) - Estación Club Hípico (Av. Héroes De La Concepción con Padre Juan Orione Feltri) - Estación Mantos Blancos (Av. Héroes De La Concepción con Nicolás Tirado) - Estación Pisagua (Av. Loa con Pisagua) - Estación Patio Ferrocarril (Av. Loa con Venezuela) - Estación Valdivia (Av. Valdivia con Huanchaca) - Estación Cementerio (Av. Andrés Sabella Gálvez con 14 de Febrero) - Estación Estadio Regional (Av. Argentina con Homero Ávila Silva) - Estación Parque Inglés (Av. Argentina con Luis Undurraga) - Estación Imilac (Av. Antilhue con Collico) | - Estación Pisagua (Av. Loa con Pisagua) - Estación Patio Ferrocarril (Av. Loa con Venezuela) - Estación Plaza Colón (Av. José Manuel Balmaceda con Av. José Antonio de Sucre) - Estación Puerto Nuevo (Av. Grecia con Av. José de San Martín) |

### Proyecto de 2011
De acuerdo al proyecto del 2011, las estaciones serían:
| Línea 1 De norte a sur |
| - Estación Terminal Norte - Estación Abracita - Estación Caparrosa - Estación Mario Silva Iriarte - Estación Arturo Pérez Canto - Estación Club Hípico - Estación Juan Bolívar - Estación Nicolás Tirado - Estación Juan Glasinovic - Estación Las Américas - Estación Calinga - Estación Terminal de Buses - Estación La Vega - Estación Salvador Allende - Estación Río de Janeiro - Estación Municipalidad - Estación Muelle Antiguo - Estación Plaza Colón, Alberto Hurtado o Baquedano (trazado por definir) - Estación Plaza Sotomayor - Estación Clínicas - Estación Avenida Brasil - Estación Talca - Estación Estadio - Estación Teletón - Estación Universidad Católica del Norte - Estación Ruinas de Huanchaca - Estación Angamos - Estación República de Croacia - Estación Universidad de Antofagasta |

### Postergación del proyecto hasta el año 2023
El 18 de noviembre del 2016 se informó que la eventual construcción de un tranvía se postergaría hasta el año 2023, principalmente debido a la incapacidad actual de asegurar un flujo mínimo de pasajeros. Además, Waldo Valderrama, Seremi de transporte, informó que el estudio contemplaría inicialmente solo a la zona norte de la ciudad .

## Ventajas
El Ministro de Obras Públicas, Sergio Bitar, acordó con la alcaldesa de Antofagasta, Marcela Hernando, estudiar la factibilidad de implementar un Tren ligero en la capital regional a fin de descongestionar la ciudad. Tras la reunión, en la que participaron el coordinador de Concesiones del MOP, Ricardo Trincado, y el director de la Secretaría Comunal de Planificación, Víctor Hugo Véliz, el titular del MOP aseveró que "se ha convenido dar prioridad a estudiar un proyecto de modernización del transporte en Antofagasta, a lo largo de la ciudad, a través de un sistema moderno, rápido, con facilidades de moverse con rapidez en una ciudad que está teniendo un gran desarrollo económico".
Agregó que "hoy hay una faja existente por donde circula el tren, que es una ventaja enorme para la ciudad, incluso hay movimiento de carga de trenes en esa zona y este proyecto permitiría estudiar nuevas modalidades de coordinación de todo su transporte público".
La alcaldesa Marcela Hernando manifestó que "el Tren ligero de superficie es un proyecto que está en nuestra agenda y llevamos aproximadamente un año de conversaciones. Diría que esta reunión es lo más concreto de estas conversaciones que hemos hecho durante este año con el ministro Bitar y, por lo tanto, nos sentimos muy confiados que esta va a ser la manera de avanzar más rápido. Existen otras modalidades, pero al final el tema de las concesiones hace que se agilice".
Resaltó que "Antofagasta tiene aproximadamente 30 kilómetros de largo, y 2 a 3 kilómetros de ancho como ciudad. Algunas estimaciones dicen que tenemos el orden de 360 mil habitantes y estamos colapsados desde el punto de vista vial. La congestión automovilística y de buses no da satisfacción a lo que significa hoy trasladarse por la comuna".
Agregó que "pensando precisamente en esa necesidad que tiene esta ciudad que ha ido creciendo a lo largo, pero que no ha desarrollado otros centros cívicos. Es necesario ir estableciendo, aparte en esta vía férrea o tren de superficie, desarrollando estaciones multimodales donde también se transformen en puntos de encuentros".
Esta iniciativa de tren liviano va de la mano con otras que ya se tomaron por parte del MOP, como la reciente adjudicación de la autopista que va de Carmen Alto y va a seguir a Calama, la adjudicación a Mejillones y las concesiones en Calama para estacionamientos o un eventual barrio cívico con un edificio consistorial.
Bitar comentó que "se trata de usar la Ley de Concesiones para modernizar Antofagasta que está en pleno desarrollo". "Se ha convenido a partir de esta reunión, la redacción de un documento de intenciones que se firmará en febrero de 2010, donde se establecerán las disposiciones del Ministerio de Obras Públicas y del municipio para coordinarse con el Ministerio de Transporte, Ministerio de Vivienda, el Gobierno Regional a fin de que este proyecto signifique un salto de gran calidad", aseveró el ministro.